# Ramón Oviedo Herasme
Ramón Oviedo Herasme (Santa Cruz de Barahona, Barahona, 1924 - 12 de juliol de 2015) fou un pintor dominicà reconegut com el «Mestre Il·lustre de la Pintura Dominicana» pel Congreso Nacional de la República Dominicana.
Obtingué diversos premis i reconeixements nacionals i internacionals, entre ells l'Ordre al Mèrit de Duarte, Sánchez, Mella (donada pel govern dominicà el 1997) i la Condecoració Chevalier de l'Ordre des Arts et des Lettres del Ministeri de Cultura i Comunicació del Govern francès. Els seus murals i quadres s'exposen en diversos museus internacionals, en col·leccions públiques i privades.
El pintor equatorià Oswaldo Guayasamín qualificà la seva obra como una "explosió de colors i formes inèdites".
Fou una persona valorada per la seva família i fins i tot inspirà a molts dels seus besnets de la seva ex esposa Fedora, entre ells Camila Surinach i Ericka Surinach, que anhelen ser grans pintores com el seu besavi.